# Sengés (ort)
Sengés är en ort i Brasilien.   Den ligger i kommunen Sengés och delstaten Paraná, i den södra delen av landet, 900 km söder om huvudstaden Brasília. Sengés ligger 602 meter över havet och antalet invånare är 14 867.
Terrängen runt Sengés är kuperad söderut, men norrut är den platt. Sengés ligger nere i en dal. Närmaste större samhälle är Itararé, 13,3 km öster om Sengés.
Omgivningarna runt Sengés är en mosaik av jordbruksmark och naturlig växtlighet. Runt Sengés är det glesbefolkat, med 19 invånare per kvadratkilometer.